# Hofanlage Schlüter Straße 62
Die Hofanlage Schlüter Straße 62 in Berne-Schlüte stammt aus dem 19. Jahrhundert.
Aktuell (2023) wird sie als Wohnhaus mit Tierarztpraxis genutzt.
Die Gebäude stehen unter Denkmalschutz (siehe auch Liste der Baudenkmale in Berne).

## Beschreibung
Die Hofanlage auf baumbestandenem großen Grundstück besteht aus
- dem eingeschossigen giebelständigen Wohn- und Wirtschaftsgebäude aus der ersten Hälfte des 19. Jahrhunderts als Vierständer-Hallenhaus und Backsteinbau mit Krüppelwalmdach und Groote Door mit Korbbogen,[2]
- der eingeschossigen giebelständigen Scheune aus der Mitte des 19. Jahrhunderts in Fachwerk und Ankerbalkenkonstruktion mit Steinausfachungen (teils verbohlt), drei Quereinfahrten, heute für Fahrzeuge, reetgedecktem Walmdach und Niedersachsengiebeln mit Uhlenloch[3]
- sowie weiteren nicht denkmalgeschützten neueren Nebenanlagen.

Das Landesdenkmalamt befand: „… geschichtliche Bedeutung … als beispielhafte Hofanlage des 19. Jhs. …“